# رودولف باي
رودولف باي (بالدنماركية: Rudolph Bay)‏ هو ملحن ومغني دنماركي، ولد في 9 يوليو 1791 في كوبنهاغن في الدنمارك، وتوفي بنفس المكان في 15 مايو 1856.

## وصلات خارجية
- رودولف باي على موقع ميوزك برينز (الإنجليزية)
- رودولف باي على موقع ديسكوغز (الإنجليزية)